# Harald Eggers
Harald Eggers (né le 7 juillet 1942) est un athlète est-allemand, spécialiste du sprint.
Il participe aux Jeux olympiques d'été de 1968, après avoir été champion national en 1966 et 1967 sur 100 m. 